# Axel Hornemann Hansen
Axel Hornemann Hansen (* 13. Oktober 1899 in Amiens, Frankreich; † 28. Januar 1933 in Lyngby-Taarbæk Kommune) war ein dänischer Radrennfahrer.

## Sportliche Laufbahn
Hornemann Hansen war Bahnradsportler und Teilnehmer der Olympischen Sommerspiele 1920 in Antwerpen. Im Sprint und im Tandemrennen schied er in den Vorläufen aus. Sein Partner auf dem Tandem war Henry Brask Andersen.
Er startete für den Verein DBC Kopenhagen. 1921 wurde er im Grand Prix Kopenhagen Zweiter hinter Henry Brask Andersen.